# Термічні процеси переробки нафти
Термічні процеси переробки нафти — сукупність процесів крекінгу, вісбрекінгу і коксування, які відбуваються при нагріванні. У залежності від виду сировини і необхідної якості одержуваної продукції в нафтопереробній промисловості застосовують різні технологічні способи переробки сировини.
Без застосування каталізаторів: термічний крекінг в рідкій і паровій фазах, піроліз, коксування, окиснювальний крекінг і окиснювальний піроліз.
Із застосуванням каталізаторів: каталітичний крекінг, гідрогенізаційний крекінг (деструктивна гідрогенізація), каталітична ароматизація (дегідрогенізаційний крекінг).
В основі цих методів лежать процеси перетворення вуглеводнів, які складають нафту чи нафтопродукт, під впливом нагрівання до температур 400–700оС та вище і при різному тиску, у результаті чого одержують газоподібні, рідкі і тверді продукти.
- Термічний крекінг здійснюється в двох основних варіантах: в рідкій фазі (тиск 2-7 МПа, температура 450–500оС) і в паровій фазі (тиск 0,2 — 0,5 МПа, температура 550–600оС).

Сировиною для крекінгу служать різні фракції: газойль, солярка, гас, мазут, гудрон, а також бензин прямого перегону нафти. Різні види сировини доцільно піддавати крекінгу окремо, підбираючи для кожного процесу відповідні умови. Алкани крекінгуються легше за все і дають бензин з низькими октановими числами (55-60), за тієї ж глибини крекінгу нафтенів октанові числа бензину вищі (60-70). За глибоких форм крекінгу одержувані продукти сильно ароматизовані. Існує велика кількість різних типів установок термічного крекінгу, які включають трубчасту піч, реакційний пристрій, випарники, ректифікаційні колони, газовідділювачі, теплообмінники, холодильники тощо. Вихід крекінг-бензинів, в залежності від виду сировини і режиму роботи установок, змінюється від 25 до 70%.
Розрізняють глибокий і неглибокий (легкий) рідиннофазний крекінг в залежності від глибини перетворення сировини. Метою глибокого крекінгу низькооктанових бензинів і лігроїнів прямого перегону є одержання моторного палива з найкращими антидетонаційними властивостями.
Глибокий крекінг бензино-лігроїнових фракцій ведуть при температурі 520–540оС і тиску 2-7 МПа. При цьому вихід риформінг-бензину з октановим числом 76 до 80%, а 20% складають газ і втрати. Глибокому крекінгу піддають також гас-газойлеві фракції й одержують 60-70% бензину з октановим числом 65-70, 12-15% газу і 15-25% крекінг-залишку. Температура крекінгу — 500–520оС, тиск — до 5 МПа.
Легкому рідиннофазному крекінгу піддають мазут і важкі фракції при температурі 480–490оС і тиску 1,5-2,0 МПа й отримують головним чином газойлеві фракції, які використовують як сировину для глибокого крекінгу, і невелику кількість крекінг-бензину.
Різновидом термічного крекінгу середніх і легких фракцій є глибокий крекінг в атмосфері вуглеводневих газів (поліформ-процес), у якому сировина розбавляється зрідженим газом, який містить вуглеводні С3-4, що дозволяє застосувати більш стійкий режим без сильного коксування. В цьому процесі одержують крекінг-бензин з октановим числом 75-80. Температура поліформ-процесу — 550–600оС, тиск — 7-14 МПа.
При парофазному крекінгу (580–600оС і 0,2-0,5 МПа) гас-газойлевих фракцій виходить близько 60% бензину з високим октановим числом (70-88), 10-15% крекінг-залишку і до 30% газу. Більш важку сировину, як правило, в цьому процесі не використовують через закоксовування апаратури. При парофазному крекінгу утворюється велика кількість неграничних вуглеводнів, які є цінною хімічною сировиною, але це ускладнює очищення бензину. До недоліків парофазного крекінгу відносять менший вихід бензину в зв'язку з великим газоутворенням, знижену стабільність бензину, порівняно малу продуктивність установок і необхідність мати великі розміри апаратури через великий об'єм пари і газів при високій температурі і малому тиску.
При крекінгу нафтової сировини утворюється газ, рідкі і тверді продукти. Вихід газу при рідиннофазному крекінгу 5-6, а при парофазному — 25-30%. В газах рідиннофазного крекінгу більше алканів і менше ненасичених вуглеводнів, а в газах парофазного крекінгу — навпаки.
Крекінг-бензини являють собою безбарвні чи жовтуватого кольору рідини з неприємним запахом через наявність сірчистих сполук і діолефінів. Густина їх 0,72-0,8 г/см³, від бензинів прямого перегону вони відрізняються значним вмістом ненасичених і ароматичних вуглеводнів і малим вмістом нафтенів. Ненасичені вуглеводні складаються з олефінів, а кількість діолефінів коливається від 0,1 (рідиннофазний крекінг) до 1% (парофазний крекінг). Ароматичні вуглеводні представлені головним чином толуолом та іншими алкілбензолами.
Крекінг-залишки — це рідини з густиною порядку 1,0 г/см3, які складаються з висококонденсованих ароматичних і гідридних сполук. Вони використовуються як сировина для коксування і котельного палива.
При термічному крекінгу, крім бензинової, відбирають іноді і гасову та газойлеву фракцію, однак продукти цих фракцій мають підвищену схильність до засмолення і їх не використовують як моторні палива, а повертають на повторний крекінг. Із суміші крекінг-гасу з гасом прямого перегону одержують тракторне паливо.
- Каталітичні процеси відрізняються від термічних тим, що пара нафтової сировини пропускається над каталізатором, що прискорює і направляє хід реакцій у бік утворення необхідних продуктів при більш м'яких умовах. При каталітичному крекінгу, у якому всі процеси перетворення вуглеводнів нафти протікають в умовах гетерогенного каталізу, отримують продукти, різко відмінні за складом від продуктів термічного крекінгу і піролізу. Каталізатори, які застосовуються в нафтопереробці, поділяють на метали (Ni, Pt, Pd), напівпровідники (Zn, Cr2O3, WS2, МоО2), ізолятор-алюмосилікатні каталізатори (Al2O3). Як каталізатори для крекінгу застосовують або алюмосилікати (природні глини), оброблені і збагачені присадками оксидів різних металів (Ni, Co, Cu, Mn і ін.), або спеціальні синтетичні маси на алюмосилікатній основі, так звані цеоліти і цеолітові системи. Сьогодні використовується близько 150 видів цеолітів, що дозволило залучити до переробки нові види сировини.

Головним завданням каталітичного крекінгу, як і термічного, є розщеплення високомолекулярних вуглеводнів. При температурах 200–300°C переважають реакції деполімеризації, а при 300°C і вище починається власне каталітичний крекінг. При каталітичному крекінгу легше всього крекінгуються олефіни, потім алкіловані арени і нафтени, а алкани найбільш стійкі, у той час як при термічному крекінгу цей ряд складають алкани, нафтени й арени.
- Піроліз. Основне призначення процесу піролізу вуглеводневої сировини — одержання нижчих алкенів. Процес ведуть при 700–1000°C під тиском, близьким до атмосферного. У промислових умовах для виробництва етилену і пропілену проводять піроліз нафтових фракцій. Найбільш високий вихід етилену досягається при піролізі легких бензинів парафінової групи з великим вмістом вуглеводнів нормальної будови. Поряд з етиленом і алкенами С3 — С4 утворюється значна кількість рідких продуктів, які містять алкени, циклоалкени, алкадієни С5 і вище, а також арени С6-С8 та ін. компоненти. Вихід продуктів при піролізі різних бензинів становить (% мас.): етилен 22-32; пропілен 10-17; фракція С4 — 5-12, арени 6-13.

Як сировину для піролізу застосовують гасо-газойлеві фракції з температурою перегонки 170–380оС. При піролізі газойлів вихід етилену становить 16-23, пропілену — 15, рідких продуктів — 50% (мас.). Існує стійка тенденція залучення в процес піролізу все більш важкої сировини, що зумовлено недостатньою кількістю низькокиплячих фракцій нафти і підвищенням попиту на більш важкі продукти піролізу (пропілен, бутилен, бутадієн, арени).
- Коксування проводиться для одержання нафтового коксу і дистиляту широкого фракційного складу. Як сировину для нафтового коксу використовують відбензинені нафти, залишки первинної переробки — мазути, напівгудрони і гудрони, продукти вторинного походження — крекінг-залишки, важкі газойлі каталітичного крекінгу, смоли піролізу, а також природні асфальти і залишки масляного виробництва (асфальти, екстракти). Промислові процеси коксування поділяють на три типи: безперервні, напівбезперервні і періодичні. Найбільше поширення має напівбезперервний процес в установках уповільненого коксування, що протікає при 505–515оС під тиском 0,2-0,3 МПа. У результаті коксування, крім нафтового коксу, одержують бензин, газ, середні і важкі коксові дистиляти, вихід і якість яких залежить від хімічного і фракційного складу сировини.

- Гідрогенізаційний крекінг (деструктивна гідрогенізація) дозволяє одержувати значну кількість легких продуктів при використанні як сировини важких нафтових дистилятів, важких нафт, нафтових залишків — малоцінних мазутів. При цьому процесі одержують бензин, дизельне і котлове паливо. Процес протікає в одну чи в дві стадії (у випадку важкої сировини). Двостадійний процес включає рідиннофазну гідрогенізацію (температура 420–500оС, тиск 3-10 МПа, каталізатор — суспензія оксиду заліза (III)), в результаті якої одержують у невеликих кількостях гас і бензин, а в основному — широку фракцію (200–350оС), що служить сировиною для другого етапу — парофазної гідрогенізації.

- Парофазна гідрогенізація (температура 380–420оС, тиск до 10 МПа, каталізатори — сульфіди й оксиди металів, а також Pt, Pd на алюмосилікатах) дозволяє одержувати бензин, гас, газойль і газ, що включає головним чином залишковий водень, якого витрачається 1-3%.

Бензин гідрогенізації з напівгудрону грозненської нафти складається в основному з алканів (47-70%), нафтенів (26-36%), аренів (3-10%) і невеликої кількості олефінів і має октанове число менше 70.